# فرقة مسرح مزون
ـ تأسست فرقة مسرح مزون في سلطنة عمان في عام (1991م) حينها كانت الفرقة تعمل تحت مسمى (فرقة مسرح نادي بركاء) وفي عام  (1999م) انظمت الفرقة إلى الفرق المسرحية الاهلية والتي تشرف عليها وزارة التراث والثقافة سابقاً ووزارة شؤون الفنون حالياً واتخذت مزون اسما لها ومزون هي أحد الأسماء القديمة لسلطنة عمان اطلقها الفُرس عليها بمعني أرض الماء أو المزن ليكون لهذا الأسم ارتباطا وطنيا لهذه الفرقة التي وضعت نصب عينها ان تحمل اسم السلطنة وان تعمل لاجل الوطن.  
  المشاركات الخارجية
ـ مهرجان الوفاء المسرحي بالبصرة بالجمهورية العراقي (2001)  
ـ مهرجان بغداد المسرحي بالجمهورية العراقية (2012)
ـ مهرجان كربلاء الدولي بالجمهورية العراقية (2018)
ـ مهرجان القاهرة التجربي بالجمهورية مصر (2003 / 2004)
ـ مهرجان المسرح العربي بالأردن (2003 / 2006 / 2014)ـ  
ـ مهرجان مسرح الحر بالأردن (2013)
ـ مهرجان عشيات طقوس مسرحية بالأردن (2015)
ـ مهرجان الايام قرطاج المسرحي بتونس  (2009 / 2011)
ـ مهرجان الملتقي العربي بحمام سوسه بتونس (2011)
ـ مهرجان اصيله الدولي المسرح الطفل بالمملكة المغربية (2007 / 2008 / 2009 / 2010 / 2011 / 2012 / 2014)
ـ مهرجان الربيعي الدولي لمسرح الطفل بالناظور بالمملكة المغربية (2010 / 2011 / 2012 / 2014)
ـ مهرجان بركان لمسرح الطفل بالمملكة المغربية (2014 / 2015 / 2016)
ـ مهرجان هوارة الدولي المسرح الاحترافي بالمملكة المغربية (2017)
ـ مهرجان المغاربي المسرح الدولي لمدينة وادي سوف بالجزائر (2015)
ـ مهرجان البقعة الدولي للمسرح بالسودان  الخرطوم (2013)
ـ مهرجان مسرح الصواري للشباب بالبحرين (2016)
ـ مهرجان الشارقة الخليجي الثالث (2019)
ـ مهرجان الشارقه الصحراوي للمسرح الصحراوي في الإمارات (2017)
ـ مهرجان الشارقة الخليجي الثالث (2019)
المشاركات المحلية
ـ مهرجان مسرح العماني 6 مرات
ـ مهرجان مسرح الدن العربي أول (2013)
ـ مهرجان مسرح ظفار أول (2015)
ـ مهرجان الرستاق الكوميدي (2016)
ـ مهرجان المسرح الشعبي (2011)
ـ مهرجان صلالة الجماهيري
انجازات وحقائق 
ـ مسرح مزون أول فرقة اهلية عمانية تشارك في مهرجان عربي (العراق 2001م)
ـ أول فرقة اهلية عمانية تفوز بجائزة عربيه ودوليه
ـ صاحبة أكثر مسرحية من حيث عدد العروض واماكن العرض مسرحية ريالي ولا عيالي عام (1999 ــ 2007)
ـ صاحبة أكثر المشاركات العروض  الخارجية من عام (2001 ــ 2018)
ـ أول فرقة مسرحية محليه تقيم مهرجان للطفل (2007)
ـ أول فرقة مسرحية محليه تقيم مهرجان عربي للطفل (2011)
ـ أول فرقة مسرحية محليه تقيم مهرجان للطفل الدولي في الخليج (2015)
ـ قدمت الفرقة عروضها المسرحية الجماهيرية في عدد من الدول مسرحية (ريالي ولا عيالي) في (البحرين ــ الإمارات ــ الأردن)
بعض أعمال الفرقة
ـ مسرحية (ريالي ولا عيالي)
ـ مسرحية (الحقيقة)
ـ مسرحية (درب المجانين)
ـ مسرحية (مسرحية صابر والساحر)
ـ مسرحية  (مسرحية الحقيقة)
ـ مسرحية  (رثاء الفجر)
ـ مسرحية  (الخوص والزور)
ـ مسرحية  (العريش)
ـ مسرحية (زاهر الحكاية)
ـ مسرحية  (الرغيف الاسود)
ـ مسرحية  (درويش)
ـ مسرحية  (المعلقون)
ـ مسرحية  (مواهبيا)
ـ مسرحية  (حكاية قريه)
ـ مسرحية  (الكمثرة الذهبيه)
ـ مسرحية  (قطقوط)
ـ مسرحية  (القرد صديقي)
ـ مسرحية  (التيه)
ـ مسرحية  (عشق في الصحراء موشكا)
مسرحية مدق الحناء
مسرحية لو باقي ليلة
أهم الجوائز 
ـ جائزة لجنة التحكيم مهرجان الوفاء المسرحي بالبصرة بالجمهورية العراقية  (2001م)
ـ جائزة أفضل ممثل واعد بمهرجان الوفاء المسرحي بالبصرة (عبد الرحمن العويسي)  
ـ جائزة أفضل سينوغرافيا بمهرجان  المسرح العماني (2006 / 2009)
ـ جائزه الجنة التحكيم في مهرجان فيلادلفيا بالأردن  (2004) عن مسرحية الحقيقة  ـ  
ـ مهرجان اصيله الدولي لمسرح الطفل (2007/ إلى 2014)
ـ أفضل ممثل نجم الجرادي
ـ أفضل ممثل غسان الرواحي  
ـ أفضل ممثل عبد الله البوسعيدي
ـ أفضل  ممثل عيسى الصبحي
ـ أفضل موسيقى يوسف الحارثي
ـ أفضل ديكور
أفضل  اضاءه
ـ أفضل إخراج
ـ أفضل عمل متكامل
مهرجان الربيعي الدولي لمسرح الطفل بالناظور بالمملكة المغربية من (2010 / إلى 2014)
ـ أفضل ممثل احمد البطل
ـ أفضل ممثل غسان الرواحي
ـ أفضل  ممثل حاتم السعدي
ـ أفضل سينوغرافيا
مهرجان بركان الدولي المسرح الطفل بالمملكة المغربية 
ـ أفضل  ممثل / أفضل اضاءه / أفضل موسيقى / أفضل إخراج  /  أفضل عمل متكامل
مهرجان هوارة الدولي المسرح الاحترافي بالمملكة المغربية 2017)
ـ أفضل ممثل  عيسى الصبحي
ـ أفضل  عمل متكامل
مهرجان المغاربي المسرح بمدينة وادي سوف بالجزائر (2014)
ـ أفضل عمل متكامل
مهرجان كربلاء الدولي للمسرح بالجمهورية العراقية (2018) 
ـ أفضل ممثله زينب البلوشي
ـ أفضل عمل متكامل
الملتقى العربي بحمام سوسه بتونس (2011) 
ـ أفضل موسيقى تصويرية يوسف الحارثي
ـ أفضل  ممثل احمد البطل
ـ أفضل  سينوغرافيا يوسف البلوشي
ـ أفضل  اداء جماعي
المهرجان الشعبي لمسرح في سلطنة عمان (2011)  
ـ أفضل  إخراج  يوسف البلوشي
ـ أفضل موسيقى تصويرية يوسف الحارثي
ـ أفضل اضاءة
ـ أفضل ممثل دور ثاني
ـ أفضل ممثله دور ثاني
ـ أفضل عمل متكامل
مهرجان الصواري للشباب بالبحرين (2016) 
ـ أفضل موسيقى تصويرية
 يوسف الحارثي
ـ أفضل ديكور
محمد الصبحي
ـ أفضل مكياج
مهرجان الشارقة الخليجي الثالث (2019)-
أفضل عرض متكامل
أفضل إضاءة 